# I. ČLTK Prague Open
L'I. ČLTK Prague Open è un torneo professionistico di tennis giocato su campi in terra rossa. Dal 1991 si disputa un torneo maschile che fa parte della categoria ATP Challenger Tour. Fin dal 1992, con una interruzione tra il 1999 e il 2005, questo evento ha fatto anche parte della categoria International e dal 2011 del ITF Women's Circuit.
Si gioca annualmente a Praga in Repubblica Ceca. Fino al 2019 era noto come Advantage Cars Praga Open per motivi di sponsorizzazione, dal 2020 ha preso il nome del club dove si gioca, l'I. Český Lawn–Tenisový Klub.
Nel maschile, e anche in assoluto per disciplina si staglia Jan Hernych con tre vittorie nel singolare al di sopra degli altri. Nel doppio, invece, il record per titoli conseguiti è condiviso fra David Rikl, Michal Navrátil, Jordan Kerr, Petr Pála, František Čermák, e Lukáš Rosol, tutti con due trofei ciascuno.
Nessuna tennista ha vinto due titoli nel singolare, mentre nel doppio sono in tre a condividere il primato con due titoli ciascuno, Linda Wild, Karina Habšudová, e Andrea Hlaváčková.
Michal Tabara (1999), Lukáš Rosol (2011) e Horacio Zeballos (2012) fra gli uomini, nonché Amanda Coetzer (1994), Shahar Peer (2006) e Dominika Šalková (2024) fra le donne, hanno vinto lo stesso anno sia nel singolare che nel doppio.

## Albo d'oro

### Singolare maschile
| Anno      | Campione               | Finalista            | Punteggio           |
| --------- | ---------------------- | -------------------- | ------------------- |
| 2025      | Filip Misolic          | Guy den Ouden        | 6–4, 6–0            |
| 2024      | Jiří Veselý            | Gauthier Onclin      | 6–2, 3–6, 7–6(3)    |
| 2023      | Dominic Stricker       | Sebastian Ofner      | 7–6(7), 6–3         |
| 2022      | Pedro Cachín           | Lorenzo Giustino     | 6–3, 7–6(4)         |
| 2021      | Tallon Griekspoor      | Oscar Otte           | 5–7, 6–4, 6–4       |
| 2020      | Stan Wawrinka          | Aslan Karacev        | 7–6(2), 6–4         |
| 2019      | Mario Vilella Martínez | Tseng Chun-hsin      | 6–4, 6–2            |
| 2018      | Lukáš Rosol (2)        | Oleksandr Nedovjesov | 4–6, 6–3, 6–4       |
| 2017      | Andrej Martin          | Yannick Maden        | 7–6(3), 6–3         |
| 2016      | Santiago Giraldo       | Uladzimir Ignatik    | 6–4, 3–6, 6–4       |
| 2015      | Rogério Dutra da Silva | Radu Albot           | 6–2, 6(5)–7, 6–4    |
| 2014      | Diego Schwartzman      | André Ghem           | 6–4, 7–5            |
| 2013      | Oleksandr Nedovjesov   | Javier Martí         | 6–0, 6–1            |
| 2012      | Horacio Zeballos       | Martin Kližan        | 1–6, 6–4, 7–6(6)    |
| 2011      | Lukáš Rosol (1)        | Alex Bogomolov Jr.   | 7–6(1), 5–2 ritiro  |
| 2010 2009 | Non disputato          | Non disputato        | Non disputato       |
| 2008      | Jan Hernych (3)        | Lukáš Dlouhý         | 4–6, 6–2, 6–4       |
| 2007      | Dušan Lojda            | Jiří Vaněk           | 6(3)–7, 6–2, 7–6(5) |
| 2006      | Robin Vik              | Jan Hájek            | 6–4, 7–6(4)         |
| 2005      | Jan Hernych (2)        | Jiří Vaněk           | 3–6, 6–4, 6–3       |
| 2004      | Jan Hernych (1)        | Ivo Minář            | 6–1, 6–4            |
| 2003      | Sjeng Schalken         | Albert Montañés      | 1–6, 6–1, 6–4       |
| 2002      | Olivier Patience       | Todd Larkham         | 4–6, 7–5, 6–3       |
| 2001      | Sláva Doseděl          | Jan Hernych          | 6–2, 4–6, 6–1       |
| 2000      | Non disputato          | Non disputato        | Non disputato       |
| 1999      | Michal Tabara (2)      | Jean-René Lisnard    | 6–4, 6–1            |
| 1998      | Michal Tabara (1)      | Wolfgang Schranz     | 6–2, 6–1            |
| 1997      | Albert Portas (2)      | Fernando Vicente     | 6–1, 6–4            |
| 1996      | Galo Blanco            | Gustavo Kuerten      | 6–1, 6–2            |
| 1995      | Albert Portas (1)      | Hicham Arazi         | 6–7, 6–4, 6–4       |
| 1994      | Jiří Novák             | Albert Portas        | 6–2, 7–5            |
| 1993      | Gilbert Schaller       | Massimo Valeri       | 6–4, 7–6            |
| 1992      | Karol Kučera           | Florian Krumrey      | 2–6, 6–4, 6–4       |
| 1991      | Jan Kodeš, Jr.         | Thomas Enqvist       | 5–7, 6–4, 6–1       |

### Doppio maschile
| Anno      | Campioni                                 | Finalisti                                | Punteggio           |
| --------- | ---------------------------------------- | ---------------------------------------- | ------------------- |
| 2025      | Denys Molčanov Matěj Vocel               | David Pichler Jurij Rodionov             | 7–6(3), 6–3         |
| 2024      | Jakob Schnaitter Mark Wallner            | Jiří Barnat Jan Hrazdil                  | 6–3, 6–1            |
| 2023      | Petr Nouza Andrew Paulson                | Jiří Barnat Jan Hrazdil                  | 6–4, 6–3            |
| 2022      | Nuno Borges Francisco Cabral             | Andrew Paulson Adam Pavlásek             | 6–4, 6(3)–7, [10–5] |
| 2021      | Marc Polmans Serhij Stachovs'kyj         | Ivan Sabanov Matej Sabanov               | 6–3, 6–4            |
| 2020      | Pierre-Hugues Herbert Arthur Rinderknech | Zdeněk Kolář Lukáš Rosol                 | 6–3, 6–4            |
| 2019      | Ariel Behar Gonzalo Escobar              | Andrej Golubev Oleksandr Nedovjesov      | 6(4)–7, 7–5, [10–8] |
| 2018      | Sander Gillé Joran Vliegen               | Fernando Romboli David Vega Hernández    | 6–4, 6–2            |
| 2017      | Jan Šátral Tristan-Samuel Weissborn      | Gero Kretschmer Andreas Mies             | 6–3, 5–7, [10–3]    |
| 2016      | Julian Knowle Igor Zelenay               | Facundo Argüello Julio Peralta           | 6–4, 7–5            |
| 2015      | Wesley Koolhof Matwé Middelkoop          | Sergey Betov Michail Elgin               | 6–4, 3–6, [10–7]    |
| 2014      | Toni Androić Andrej Kuznecov             | Roberto Maytín Miguel Ángel Reyes Varela | 7–5, 7–5            |
| 2013      | Lee Hsin-han Peng Hsien-yin              | Vahid Mirzadeh Denis Zivkovic            | 6–4, 4–6, [10–5]    |
| 2012      | Lukáš Rosol (2) Horacio Zeballos         | Martin Kližan Igor Zelenay               | 7–5, 2–6, [12–10]   |
| 2011      | František Čermák (2) Lukáš Rosol (1)     | Christopher Kas Alexander Peya           | 6–3, 6–4            |
| 2010 2009 | Non disputato                            | Non disputato                            | Non disputato       |
| 2008      | Lukáš Dlouhý Petr Pála (2)               | Dušan Karol Jaroslav Pospíšil            | 6(2)–7, 6–4, [10–6] |
| 2007      | Tomáš Cibulec Jordan Kerr (2)            | Leoš Friedl David Škoch                  | 6–4, 6–2            |
| 2006      | Petr Pála (1) David Škoch                | Ramón Delgado Sergio Roitman             | 6–0, 6–0            |
| 2005      | Jordan Kerr (1) Sebastián Prieto         | Travis Parrott Rogier Wassen             | 6–4, 6–3            |
| 2004      | Karol Kučera Cyril Suk                   | Martin Damm Dušan Karol                  | 6–3, 6(5)–7, 6–3    |
| 2003      | Tomáš Berdych Michal Navrátil (2)        | Martín García Sebastián Prieto           | 6–4, 3–6, 6–4       |
| 2002      | František Čermák (1) Ota Fukárek         | Jaroslav Levinský David Škoch            | 6–4, 6–3            |
| 2001      | Jaroslav Levinský Michal Navrátil (1)    | Noam Behr Andy Ram                       | 6–3, 6–1            |
| 2000      | Non disputato                            | Non disputato                            | Non disputato       |
| 1999      | Michal Tabara Radomír Vašek              | Tomáš Cibulec Petr Pála                  | 6–2, 6–0            |
| 1998      | Joan Balcells Nenad Zimonjić             | Jiří Novák Radek Štěpánek                | 7–6, 7–6            |
| 1997      | Mahesh Bhupathi Leander Paes             | Devin Bowen Tuomas Ketola                | 6–4, 6–0            |
| 1996      | Donald Johnson Francisco Montana         | Aleksandar Kitinov Sébastien Leblanc     | 3–6, 6–3, 6–1       |
| 1995      | Filip Dewulf Vojtěch Flégl               | Petr Pála David Škoch                    | 6–7, 7–5, 6–2       |
| 1994      | Andrei Pavel Alex Rădulescu              | Eyal Ran Glenn Wilson                    | 6–4, 6–2            |
| 1993      | David Rikl (2) Pavel Vízner              | Tomas Nydahl Mikael Tillström            | 6–2, 7–6            |
| 1992      | Martin Damm David Rikl (1)               | Johan Carlsson Nicklas Kroon             | 6–2, 6–0            |
| 1991      | Steve DeVries Richard Vogel              | Martin Damm David Rikl                   | 2–6, 6–1, 6–4       |

### Singolare femminile
| Anno       | Campionessa             | Finalista                  | Punteggio        |
| ---------- | ----------------------- | -------------------------- | ---------------- |
| 2025       | Francesca Jones         | Ena Shibahara              | 6–3, 6–4         |
| 2024       | Dominika Šalková        | Maja Chwalińska            | 6–3, 6–0         |
| 2023       | Darja Semeņistaja       | Jéssica Bouzas Maneiro     | 2–6, 6–3, 6–4    |
| 2022       | Maja Chwalińska         | Ekaterine Gorgodze         | 7–5, 6–3         |
| 2021       | Jule Niemeier           | Dalma Gálfi                | 6–4, 6–2         |
| 2020       | Non disputato           | Non disputato              | Non disputato    |
| 2019       | Tamara Korpatsch        | Denisa Allertová           | 7–5, 6–3         |
| 2018       | Richèl Hogenkamp        | Martina Di Giuseppe        | 6–4, 6–2         |
| 2017       | Markéta Vondroušová     | Karolína Muchová           | 7–5, 6–1         |
| 2016       | Antonia Lottner         | Carina Witthöft            | 7–6(6), 1–6, 7–5 |
| 2015       | María Teresa Torró Flor | Denisa Allertová           | 6–3, 7–6(5)      |
| 2014- 2012 | Non disputato           | Non disputato              | Non disputato    |
| 2011       | Lucie Hradecká          | Paula Ormaechea            | 4–6, 6–3, 6–2    |
| 2010       | Ágnes Szávay            | Barbora Záhlavová-Strýcová | 6–2, 1–6, 6–2    |
| 2009       | Sybille Bammer          | Francesca Schiavone        | 7–6(4), 6–2      |
| 2008       | Vera Zvonarëva          | Viktoryja Azaranka         | 7–6(2), 6–2      |
| 2007       | Akiko Morigami          | Marion Bartoli             | 6–1, 6–3         |
| 2006       | Shahar Peer             | Samantha Stosur            | 4–6, 6–2, 6–1    |
| 2005       | Dinara Safina           | Zuzana Ondrášková          | 7–6(2), 6–3      |
| 2004- 1999 | Non disputato           | Non disputato              | Non disputato    |
| 1998       | Jana Novotná            | Sandrine Testud            | 6–3, 6–0         |
| 1997       | Joannette Kruger        | Marion Maruska             | 6–1, 6–1         |
| 1996       | Non disputato           | Non disputato              | Non disputato    |
| 1995       | Julie Halard            | Ludmila Richterová         | 6–4, 6–4         |
| 1994       | Amanda Coetzer          | Åsa Svensson               | 6–1, 7–6(14)     |
| 1993       | Natalija Medvedjeva     | Meike Babel                | 6–3, 6–2         |
| 1992       | Radka Zrubáková         | Katerina Šišková           | 6–3, 7–5         |

### Doppio femminile
| Anno       | Campionesse                             | Finaliste                                        | Punteggio           |
| ---------- | --------------------------------------- | ------------------------------------------------ | ------------------- |
| 2025       | Jasmijn Gimbrère Denisa Hindová         | Aneta Kučmová Sapfo Sakellaridi                  | 7–6(5), 7–5         |
| 2024       | Jaimee Fourlis Dominika Šalková         | Noma Noha Akugue Ella Seidel                     | 5–7, 7–5, [10–4]    |
| 2023       | Maja Chwalińska Jesika Malečková        | Aneta Kučmová Kaylah McPhee                      | 6–0, 7–6(5)         |
| 2022       | Bárbara Gatica Rebeca Pereira           | Miriam Kolodziejová Jesika Malečková             | 6–4, 6–2            |
| 2021       | Anna Bondár Kimberley Zimmermann        | Xenia Knoll Elena-Gabriela Ruse                  | 7–6(5), 6–2         |
| 2020       | Non disputato                           | Non disputato                                    | Non disputato       |
| 2019       | Nicoleta Dascălu Raluca Șerban          | Lucie Hradecká Johana Marková                    | 6–4, 6–4            |
| 2018       | Cornelia Lister Nina Stojanović         | Bibiane Schoofs Kimberley Zimmermann             | 6–2, 2–6, [10–8]    |
| 2017       | Anastasia Potapova Dayana Yastremska    | Mihaela Buzărnescu Alona Fomina                  | 6–2, 6–2            |
| 2016       | Demi Schuurs Renata Voráčová            | Sílvia Soler Espinosa Sara Sorribes Tormo        | 7–5, 3–6, [10–4]    |
| 2015       | Kateřina Kramperová Bernarda Pera       | Miriam Kolodziejová Markéta Vondroušová          | 7–6(4), 5–7, [10–1] |
| 2014- 2012 | Non disputato                           | Non disputato                                    | Non disputato       |
| 2011       | Dar'ja Kustova Arina Rodionova          | Ol'ga Savčuk Lesja Curenko                       | 2–6, 6–1, [10–7]    |
| 2010       | Timea Bacsinszky Tathiana Garbin        | Monica Niculescu Ágnes Szávay                    | 7–5, 7–6(4)         |
| 2009       | Al'ona Bondarenko Kateryna Bondarenko   | Iveta Benešová Barbora Záhlavová-Strýcová        | 6–1, 6–2            |
| 2008       | Andrea Hlaváčková (2) Lucie Hradecká    | Jill Craybas Michaëlla Krajicek                  | 1–6, 6–3, [10–6]    |
| 2007       | Petra Cetkovská Andrea Hlaváčková (1)   | Ji Chunmei Sun Shengnan                          | 7–6(7), 6–2         |
| 2006       | Marion Bartoli Shahar Peer              | Ashley Harkleroad Bethanie Mattek                | 6–4, 6–4            |
| 2005       | Émilie Loit Nicole Pratt                | Jelena Kostanić Tošić Barbora Záhlavová-Strýcová | 6(6)–7, 6–4, 6–4    |
| 2004- 1999 | Non disputato                           | Non disputato                                    | Non disputato       |
| 1998       | Silvia Farina Elia Karina Habšudová (2) | Michaela Paštiková Květa Peschke                 | 2–6, 6–1, 6–2       |
| 1997       | Ruxandra Dragomir Karina Habšudová (1)  | Eva Martincová Helena Vildová                    | 6–1, 5–7, 6–2       |
| 1996       | Non disputato                           | Non disputato                                    | Non disputato       |
| 1995       | Chanda Rubin Linda Wild (2)             | Maria Lindström Maria Strandlund                 | 6(3)–7, 6–3, 6–2    |
| 1994       | Amanda Coetzer Linda Wild (1)           | Kristie Boogert Laura Golarsa                    | 6–4, 3–6, 6–2       |
| 1993       | Inés Gorrochategui Patricia Tarabini    | Laura Golarsa Caroline Vis                       | 6–2, 6–1            |
| 1992       | Karin Kschwendt Petra Schwarz           | Eva Švíglerová Noëlle van Lottum                 | 6–4, 2–6, 7–5       |